# Espadrile pentru cățărat

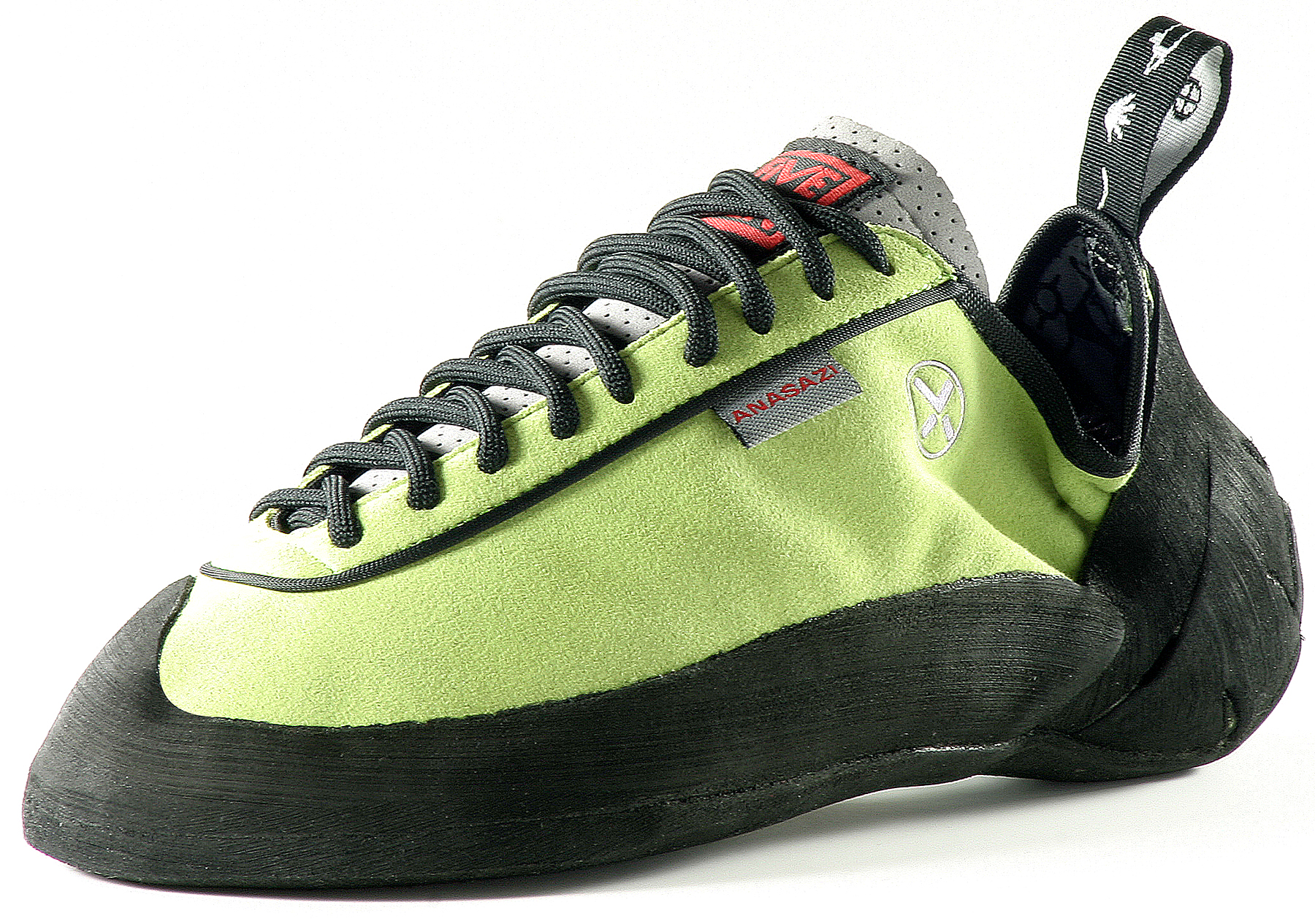

Espadrilele pentru cățărat sunt un tip de încălțăminte concepute pentru escaladă. Uneori li se mai spune și varappe (de la termenul francez pentru escaladă, derivat probabil din numele dat unei conformații stâncoase a Muntelui Salève, lângă Geneva, un loc de întâlnire pentru alpiniști la sfârșitul secolului al XIX-lea).

## Istoric
La începutul alpinismului și al escaladei se cățăra cu bocanci de munte, încălțăminte sportivă sau cu crampoane. La începutul anilor 30, francezul Pierre Allain inventează și perfecționează primele espadrile pentru escaladă cu talpă netedă, denumite PA, și începe producția în 1947. Din 1950 espadrilele sunt dezvoltate datorită lui  Edouard Bourdonneau, ce în același an înființează compania EB. Modelele folosite în zilele noastre sunt evoluții ale acestor prime încălțăminte. 

## Caracteristici
Majoritatea modelelor au câteva caracteristici comune, și anume, sunt flexibile și au talpa aderentă.
Principalele caracteristici ale espadrilelor de cățărat: 
- Sistemul de reglare, prin șireturi, arici sau slipper. Șireturile oferă o precizie mai mare espadrilelor, deoarece permit strângerea pe toată lungimea piciorului, în timp ce cele care au arici sau slipperii au ca avantaj faptul că se pot încălța și descălța foarte rapid.
- Flexibilitatea tălpii. O talpă flexibilă este ideală pentru cătăratul pe fețe căzute și pentru mișcări dinamice (perfectă pentru cățăratul indoor și bouldering), în timp ce o talpă mai rigidă este ideală pentru prize mici, de genul celor din traseele de multi-pitch sau escaladă pe stâncă.

Talpa espadrilelor nu este neapărat doar flexibilă sau doar rigidă. O talpă rigidă poate deveni mai flexibilă în funcție de cât de des o folosești.
- Forma espadrilelor. Espadrilele pentru cățărat se împart în trei mari categorii, în funcție de forma calapodului:
  - Talpă dreaptă: forma clasică care respectă anatomia piciorului.
  - Talpă ușor asimetrică: permite tensionare mai mare în timpul încărcării prizelor crescând astfel senzația de încredere și de aderență
  - Talpă asimetrică (agresivă): aceasta are aceleași avantaje ca cea ușor asimetrică, dar mai accentuate. Adesea vârful este îndreptat în jos, având o formă ușor convexă.

Espadrilele cu talpă dreaptă sunt concepute pentru nivel începător și mediu, iar cele cu talpă ușor asimetrică sau asimetrică sunt pentru nivel avansat. 

## Producători
- Black Diamond Equipment
- Five Ten Footwear
- La Sportiva
- Mammut Sports Group
- Millet
- Quechua

## References
1. ↑  „Historique de la marque EB”. eb-escalade.com (în franceză). Accesat în 18 iunie 2021.
2. ↑  „CUM SĂ ALEGI ESPADRILELE PENTRU CĂȚĂRAT”. sfaturi.decathlon. Accesat în 26 august 2020.